# Microspora (Algengattung)

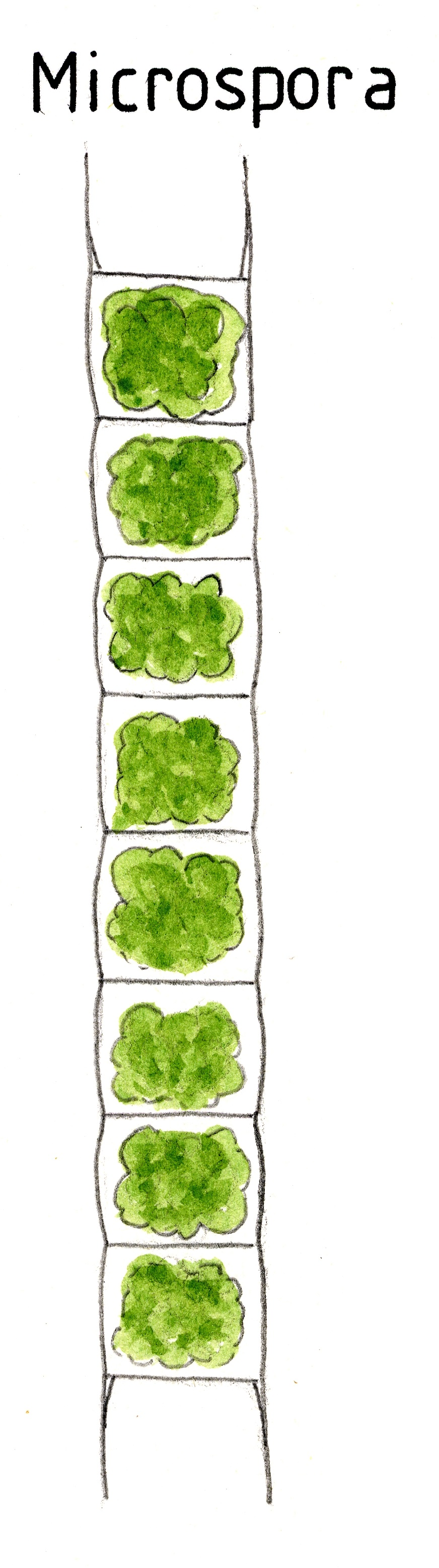
Microspora sp., Illustration

Microspora ist eine im Süßwasser vorkommende Gattung aus der Grünalgen-Gruppe der Chlorophyceae. Sie umfasst etwa 20 Arten.

## Merkmale
Die Vertreter bilden unverzweigte Fäden aus einer Zellreihe. Die Zellen sind zylindrisch, besitzen einen Zellkern und einen wandständigen Chloroplasten. Dieser ist netz- oder unregelmäßig bandförmig und besitzt kein Pyrenoid. Die Zellwand besteht aus zwei H-förmigen Hälften, die wie bei einer Schachtel ineinander greifen. Das Wachstum erfolgt durch Zellteilung innerhalb des Fadens. In der Mitte der Mutterzelle wird ein neues, H-förmiges Zellwandstück gebildet. Die Bildung der H-förmigen Bauteile ist eine Parallelentwicklung zur Xanthophyceae Tribonema.
Die ungeschlechtliche Fortpflanzung erfolgt durch die Bildung einer großen Zoospore, die zwei oder vier gleich lange Geißeln trägt. Die Zoosporen gelangen durch Auseinanderweichen der beiden Zellhälften ins Freie. Einige Arten bilden dickwandige unbewegliche Zellen (Akineten). Die geschlechtliche Fortpflanzung der Gattung ist nicht ganz geklärt, es sind kleine, zweigeißelige Schwärmer bekannt, die Gameten ähneln.

## Vorkommen
Die Vertreter der Gattung leben überwiegend festsitzend in stehenden oder fließenden, überwiegend nährstoffarmen Gewässern. Seltener kommen sie frei treibend vor. Sie treten vorwiegend im Frühling auf.